# Paliivka, Mala Vîska
Paliivka (în ucraineană Паліївка) este localitatea de reședință a comunei Paliivka din raionul Mala Vîska, regiunea Kirovohrad, Ucraina.

## Demografie
Componența lingvistică a localității Paliivka
     Ucraineană (97,53%)
     Rusă (1,36%)
     Alte limbi (0,32%)
Conform recensământului din 2001, majoritatea populației localității Paliivka era vorbitoare de ucraineană (97,53%), existând în minoritate și vorbitori de rusă (1,36%).